# Henri Gijsbert van Kempen

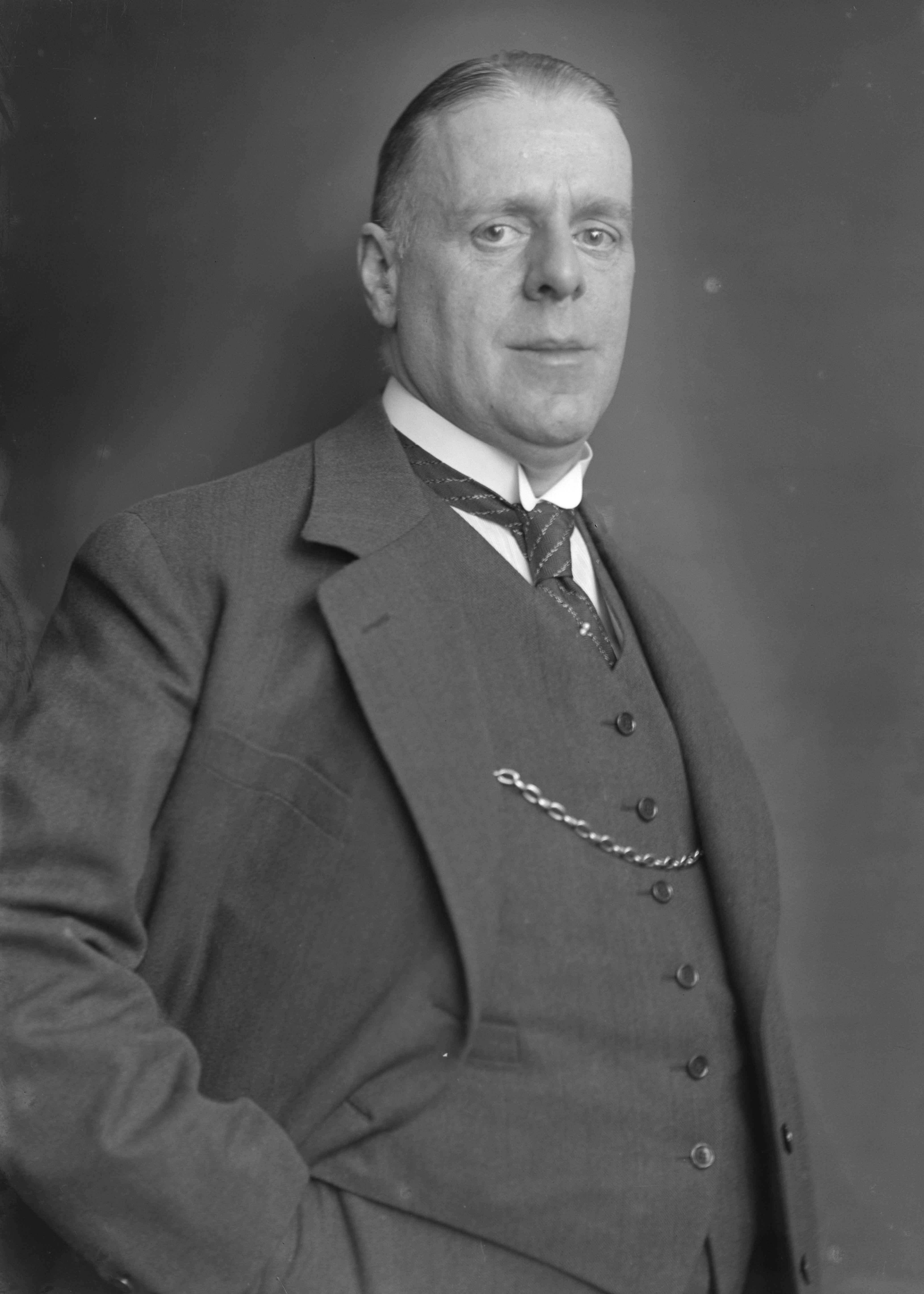
Burgemeester H.G. van Kempen

Henri Gijsbert (Hans) van Kempen (Scheveningen, 8 maart 1886 – Breda, 5 juni 1978) was een Nederlands politicus. 
Hij werd geboren als zoon Antonius Everdinus van Kempen; fabrikant en later Tweede Kamerlid. Zelf was hij ambtenaar bij de gemeentesecretarie van Sloten voor hij begin 1913 benoemd werd tot burgemeester van Wissenkerke. Vier jaar later volgde zijn benoeming tot burgemeester van Woerden en daarnaast was hij vanaf 1918 zestien jaar kantonrechter-plaatsvervanger bij het toenmalige Woerdense kantongerecht. In 1944 kreeg Woerden een NSB'er als waarnemend burgemeester maar na de bevrijding keerde Van Kempen terug als burgemeester. Hij ging in april 1951 met pensioen en overleed in 1978 op 92-jarige leeftijd. 
In Woerden is naar hem de 'Burgemeester H.G. van Kempensingel' vernoemd. Zijn oudere broer Frederik Hendrik van Kempen was onder andere burgemeester van Schoonhoven. Hans van Kempen trouwde in 1913 met Ernestine Geertruida (Tien) de Kruijff (1892-1988), er kwamen tien kinderen.